# Lophotus guntheri
Lophotus guntheri är en fiskart som beskrevs av Johnston, 1883. Lophotus guntheri ingår i släktet Lophotus och familjen Lophotidae. Inga underarter finns listade i Catalogue of Life.